# 喷昔洛韦
喷昔洛韦（Penciclovir）是鸟嘌呤类似物类抗病毒药物， 用于治疗多种疱疹病毒感染。具有毒性低，病毒敏感性高等特点。喷昔洛韦口服吸收低，常用于局部给药。
泛昔洛韦是喷昔洛韦的前药，口服吸收好。

## 作用机理和选择性
喷昔洛韦原型对病毒没有作用。在病毒感染的细胞中，喷昔洛韦被脱氧胸苷激酶磷酸化为三磷酸喷昔洛韦。三磷酸化物能抑制病毒DNA聚合酶，从而影响病毒在细胞内的复制。
喷昔洛韦的选择性可能来自于两个原因。首先是在正常细胞中，喷昔洛韦磷酸化速度显著低于病毒感染细胞，所以在病毒感染细胞内，三磷酸化产物含量显著高于未感染细胞。三磷酸化产物与病毒DNA聚合酶的亲和性显著高于人DNA聚合酶。
喷昔洛韦的结构和作用机理与其他核苷酸类似物相似。喷昔洛韦与阿昔洛韦的不同在于，喷昔洛韦的三磷酸活化产物在细胞内存在时间更长，所以喷昔洛韦细胞内浓度更高。

## 不良反应
未见全身不良反应，偶见用药局部灼热感，疼痛，瘙痒等。